# أنتوني جي. واتسون
أنتوني جي. واتسون (بالإنجليزية: Anthony G. Watson)‏ هو شخصية أعمال بريطاني، ولد في عقد 1970 في لندن في المملكة المتحدة.